# Douglas Walker
Douglas Walker, född den 28 juli 1973 i Inverness, är en brittisk friidrottare som tävlade i kortdistanslöpning.
Walkers främsta merit är att han vann två guld vid EM 1998 i Budapest, dels guld på 200 meter på tiden 20,53 och dels guld i stafetten över 4 x 100 meter. 
Vid VM 1997 blev han utslagen i semifinalen på 200 meter men blev bronsmedaljör i stafett.

## Personliga rekord
- 200 meter - 20,35